# Viktor Glușkov
Viktor Mihailovici Glușkov (în rusă: Ви́ктор Миха́йлович Глушко́в, n. 24 august 1923 - d. 30 ianuarie 1982) a fost un matematician rus de origine ucraineană.
Este considerat părintele informaticii și ciberneticii în Rusia și Ucraina.
În 1948 este absolvent al Universității din Rostov, iar în 1957 devine profesor de matematică.
A deținut funcția de director al Centrului de Calcul din Kiev, iar în 1958 a devenit membru al Academiei de Științe a Ucrainei.
În 1965 a luat parte la Colcviul Unional de Algebră care a avut loc la Chișinău.
Principala sa preocupare a fost cibernetica și problemele tehnicii de calcul.
S-a mai ocupat și de domeniul teoriei grupurilor infinite și mai ales a celor topologice bicompacte.

## Scrieri
- 1960: Ob odnom algoritme sinteza abstraktîh avtomatov;
- 1962: Teoria abucenia odnogo klassa diskretnîh perseptronov;
- 1963: Cibernetica și gândirea;
- 1964: Teoria automatelor și câteva aplicații ale ei.